# Marlengo
Marlengo (Marling) é uma comuna italiana da região do Trentino-Alto Ádige, província de Bolzano, com cerca de 2.191 habitantes. Estende-se por uma área de 12 km², tendo uma densidade populacional de 183 hab/km². Faz fronteira com Cermes, Lagundo, Lana, Merano, Parcines.

## Demografia
| Variação demográfica do município entre 1861 e 2011                               |
|                                                                                   |
| Fonte: Istituto Nazionale di Statistica (ISTAT) - Elaboração gráfica da Wikipedia |